# Kičava
Kičava (en serbe cyrillique: Кичава) est un village du nord-est du Monténégro, dans la municipalité de Bijelo Polje.

## Démographie

### Évolution historique de la population[1]
| 1948 | 1953 | 1961 | 1971 | 1981 | 1991 | 2003 |
| ---- | ---- | ---- | ---- | ---- | ---- | ---- |
| 258  | 292  | 291  | 285  | 238  | 155  | 118  |